# کوئیک هیل
کوئیک هیل (انگلیسی: Quick Heal) شرکت نرم‌افزار هندی است، که در سال ۱۹۹۳ تأسیس شد.